# Hypophylla
Hypophylla is een geslacht van vlinders uit de familie van de prachtvlinders (Riodinidae), onderfamilie Riodininae.
Hypophylla werd in 1836 voor het eerst wetenschappelijk beschreven door Boisduval.

## Soorten
Hypophylla omvat de volgende soorten:
- Hypophylla argenissa (Stoll, 1790)
- Hypophylla caldensis Callaghan, 2001
- Hypophylla florus (Staudinger, 1887)
- Hypophylla idae Callaghan, 2001
- Hypophylla martia (Godman, 1903)
- Hypophylla sudias (Hewitson, 1858)
- Hypophylla zeurippa Boisduval, 1836